# Hardeknut
Pour les articles homonymes, voir Knut.
Hardeknut, Hardeknud, Harthaknut, ou Hardicanute, né en 1018 ou 1019 et mort le 8 juin 1042, est roi de Danemark de 1035 à sa mort (Knut III) et roi d'Angleterre de 1040 à sa mort (Knut II). Il est le seul fils issu du mariage de Knut le Grand et d'Emma de Normandie.
Son nom signifie littéralement « nœud solide ».

## Biographie
Il est le fils de Knut le Grand et d'Emma de Normandie. En 1023, durant le règne de son père, il est installé à la tête du Danemark aux côtés de Thorkell le Grand qui en assure la régence. Après la bataille de l'Helgeå, Knut confirme Hartheknut comme roi du Danemark sans que ce dernier n'en assure réellement les fonctions, car trop jeune.
La mort de son père, en 1035, crée une situation instable en Angleterre et en Scandinavie. Hartheknut doit d'abord se concentrer sur le Danemark à cause des anciens adversaires de Knut. Olof Skötkonung, d'une part, et surtout Magnus Ier. En conséquence, Harold, fils de Knud Ier par un précédent mariage non reconnu par l'Église, est nommé régent d'Angleterre. En 1037, prétextant de la trop longue absence de son demi-frère au Danemark, Harold s'auto-proclame roi d'Angleterre. 
Il envisage de reprendre la main sur la Norvège, et le conflit qui l'oppose à Magnus Ier se conclue sur un accord en 1038 lors d'une rencontre aux Brennǿer à l'embouchure du Göta älv, stipulant en particulier que si l'un d'entre eux devait mourir sans héritier masculin, l'autre lui succéderait mais que cette double royauté devrait cesser après la mort du survivant. Après cet accord, il se prépare à envahir l'Angleterre pour récupérer son trône.
Il arrive à Bruges en 1039, où il retrouve sa mère, exilée par Harold, mais ce dernier meurt en mars 1040, avant même l'invasion. Selon la Chronique anglo-saxonne, Knud débarque en juin à Sandwich, dans le Kent, avec une flotte de 62 navires de guerre. Par vengeance, il fait exhumer le corps d'Harold et le fait jeter dans un marais. Il est couronné le 18 juin 1040 dans la cathédrale de Canterbury[réf. nécessaire].

### Perception
Knud le Hardi est un souverain autoritaire et impopulaire. Il augmente les taxes pour entretenir sa flotte, et l'un des événements les plus notables de son règne sur l'Angleterre est une révolte à Worcester en 1041, qu'il écrase en détruisant pratiquement la ville. La légende de Lady Godiva provient peut-être de cet épisode[réf. nécessaire].

### Double succession
Knud invite son demi-frère utérin Édouard, fils d'Emma de Normandie et d'Æthelred, à revenir de son exil en Normandie pour devenir son corégent et son successeur. La Chronique situe cet événement en 1041. Knud n'est pas marié et n'a pas d'enfants. Il meurt brusquement à Lambeth, au sud-ouest de Londres, en 1042 lors des noces de Tovi le Fier (en) et de Gytha, la fille d'Osgod Clapa (en). Il est inhumé à Winchester, le trône revient par Édouard à la lignée saxonne d’Angleterre. Au Danemark, conformément à l'accord de 1038, Magnus le Bon devient roi.

## Sources
Les sources contemporaines s'étendent peu sur Hardeknut. Dans la chronique anglo-saxonne, on le présente comme un incapable. Dans la Knýtlinga saga, on considère que sa mort marque la fin d'une lignée de roi.